# Robert Daniel

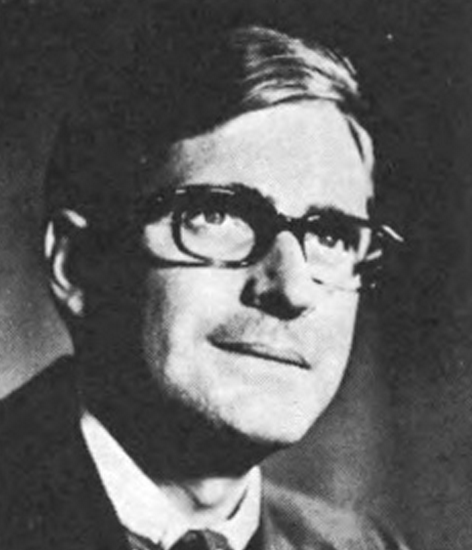
Robert Daniel (1977)

Robert Williams Daniel, Jr. (* 17. März 1936 in Richmond, Virginia; † 4. Februar 2012 in Jupiter, Florida) war ein US-amerikanischer Politiker. Zwischen 1973 und 1983 vertrat er den Bundesstaat Virginia im US-Repräsentantenhaus.

## Werdegang
Robert Daniel war der Sohn des Bankiers und Titanic-Überlebenden Robert Daniel senior (1884–1940) und dessen dritter Ehefrau Charlotte Randolph Bemiss Christian (1890–1968).
Er besuchte zwischen 1946 und 1949 die Fay School in Southborough (Massachusetts) und danach bis 1954 die Woodberry Forest School in Virginia. Zwischen 1954 und 1958 studierte er an der University of Virginia in Charlottesville. Im Jahr 1959 wurde er Offizier in der Reserve der US Army. Danach studierte er noch bis 1961 an der Columbia University in New York City. In den folgenden Jahren war er als Farmer, Finanzanalytiker, Geschäftsmann und Lehrer tätig. Zwischen 1964 und 1968 arbeitete er für die CIA. Gleichzeitig schlug er als Mitglied der Republikanischen Partei eine politische Laufbahn ein. Im Jahr 1972 war er Delegierter auf dem regionalen Parteitag der Republikaner in Virginia und zur Republican National Convention in Miami Beach, auf der Präsident Richard Nixon zur Wiederwahl nominiert wurde.
Bei den Kongresswahlen des Jahres 1972 wurde Daniel im vierten Wahlbezirk von Virginia in das US-Repräsentantenhaus in Washington, D.C. gewählt, wo er am 3. Januar 1973 die Nachfolge von Watkins Moorman Abbitt antrat. Nach vier Wiederwahlen konnte er bis zum 3. Januar 1983 fünf Legislaturperioden im Kongress absolvieren. In diese Zeit fielen unter anderem das Ende des Vietnamkrieges und die Watergate-Affäre. Daniel war Mitglied im Streitkräfteausschuss und in einigen Unterausschüssen. Im Jahr 1982 wurde er nicht wiedergewählt. Zwischen 1984 und 1986 war er als Deputy Assistant Secretary of Defense Abteilungsleiter im Verteidigungsministerium. Von 1990 bis 1993 arbeitete er im Energieministerium und war dort Leiter des Nachrichtendienstes. Für seine Verdienste wurde er mit der National Intelligence Distinguished Service Medal ausgezeichnet.
Später bewirtschaftete Daniel die Brandon-Plantage in Virginia, die als eine der ältesten noch existierenden Plantagen in den Vereinigten Staaten gilt. Er war ein Nachkomme von Gouverneur Edmund Randolph (1753–1813), der auch Außen- und Justizminister der Vereinigten Staaten war. Robert Daniel starb am 4. Februar 2012 in Jupiter. 
Mit seiner ersten Frau Sally Lewis Chase hatte er drei Kinder, Robert Williams Daniel III, Charlotte Bemiss Daniel Wray und Nell Daniel. Durch seine zweite Ehefrau Linda (geb. Hearne) hatte er zwei Stieftöchter. 